# Wapen van Lemsterland

Het wapen van de gemeente Lemsterland

Het wapen van Lemsterland is het wapen van de voormalige Friese gemeente Lemsterland. De gemeente Lemsterland begon als grietenij in de jaren 1500. De oorsprong van het wapen is onbekend, maar het komt al voor in het Wapen- en Vlaggenboek van Gerrit Hesman uit 1708 als wapen van Lemsterland. Op 25 maart 1818 wordt het wapen officieel toegekend door de Hoge Raad van Adel aan de gemeente Lemsterland in het net gevormde Nederlandse koninkrijk.
Het wapen van Doniawerstal vertoont een vergelijkbare voorstelling, dat schild is echter goud van kleur en het kruis op de bol staat naar beneden gericht. Een verklaring voor de overeenkomsten zou kunnen zijn dat de grietenij meerdere keren dezelfde grietman heeft gehad als Doniawerstal en dat daarom de beide grietenijen en gemeentes vergelijkbare wapens hadden.
Ondanks meerdere (gedeeltelijke) fusies heeft de gemeente Lemsterland tot 1 januari 2014 haar naam en wapen behouden. Op die datum is de gemeente met enkele andere gemeenten gefuseerd tot De Friese Meren. In het wapen van De Friese Meren komt de rijksappel terug.
Hoewel Lemmer nooit een eigen gemeentebestuur heeft gehad en als verreweg grootste plaats van Lemsterland het gemeentehuis bezat, heeft Lemmer een eigen wapen. Dit wapen van Lemmer is dus niet gelijk aan het wapen van Lemsterland.

## Blazoen
De beschrijving van het wapen luidde als volgt:
Van zilver beladen met een arm van keel komende van de regter zijde van het schild, dragende op zijne hand een wereldkloot van goud. Het schild gedekt met een kroon van goud.
Het wapenschild is zilverkleurig met daarop een rode arm (mouw) met een hand van natuurlijke kleur komende vanuit de rechterkant (voor de kijker links) van het schild. In de hand ligt een gouden aard- of wereldkloot (rijksappel) met het naar boven gericht. Het schild wordt gedekt door een gouden kroon van drie fleurons met daartussen twee keer drie parels. Het wapen is een raadselwapen, door het gebruik van goud op zilver, wat voor het Vaticaan is voorbehouden.

## Verwante wapens

Het wapen van Lemmer
Het wapen van Doniawerstal
Het wapen van De Friese Meren
Het wapen van Waterschap Echten

Aengwirden
· Baarderadeel
· Barradeel
· Het Bildt
· Bolsward
· Boornsterhem
· Dokkum
· Dongeradeel
· Doniawerstal
· Ferwerderadeel
· Franeker
· Franekeradeel
· Gaasterland
· Gaasterland-Sloten
· Haskerland
· Hemelumer Oldeferd
· Hennaarderadeel
· Hindeloopen
· Idaarderadeel
· IJlst
· Kollumerland en Nieuwkruisland
· Leeuwarderadeel 
· Lemsterland
· Littenseradeel
· Menaldumadeel
· Nijefurd
· Oostdongeradeel
· Rauwerderhem
· Schoterland
· Skarsterlân
· Sloten
· Sneek
· Stavoren
· Utingeradeel
· Westdongeradeel
· Wonseradeel
· Workum
· Wymbritseradeel